# Résolution 363 du Conseil de sécurité des Nations unies
Membres permanents
- Chine
- États-Unis
- France
- Royaume-Uni
- URSS

Membres non permanents
- Australie
- Autriche
- RSS de Biélorussie
- Cameroun
- Costa Rica
- Indonésie
- Iraq
- Kenya
- Mauritanie
- Pérou

Résolution no 362 Résolution no 364
La résolution 363 du Conseil de sécurité des Nations unies est adoptée à 13 voix contre zéro lors de la 1 809e séance du Conseil de sécurité des Nations unies le 29 novembre 1974, après avoir examiné un rapport du secrétaire général concernant la Force des Nations unies chargée d'observer le désengagement (ou FNUOD), le Conseil a pris note des efforts déployés pour établir une paix durable et juste au Moyen-Orient et a exprimé sa préoccupation quant à l'état de tension qui prévaut dans la région. Le Conseil a réaffirmé que les accords sur le désengagement des forces ne constituaient qu'un pas vers la paix et a demandé à toutes les parties concernées d'appliquer immédiatement la résolution 338, a décidé de renouveler le mandat de la Force pour six mois supplémentaires et a décidé que le secrétaire général présenterait à la fin de cette période un rapport sur l'évolution de la situation et les mesures prises pour appliquer la résolution 338.
La résolution a été adoptée par 13 voix contre zéro, tandis que la Chine et l'Irak n'ont pas participé au vote.

### Sources
- (en) Cet article est partiellement ou en totalité issu de l’article de Wikipédia en anglais intitulé « United Nations Security Council Resolution 363 » (voir la liste des auteurs).

### Texte
- Résolution 363 sur fr.wikisource.org
- Résolution 363 sur en.wikisource.org